# Karl Kraepelin

Karl Matthias Friedrich Magnus Kraepelin (abreviado Kraepelin) (n. 14 de diciembre de 1848, Neustrelitz - 28 de junio de 1915, Hamburgo) fue un naturalista, y aracnólogo alemán.
Era hermano del psiquiatra Emil Kraepelin.

## Publicaciones
- Kraepelin, K. 1900. Über einige neue Gliederspinnen. Abhandlungen und Verhandlungen des Naturwissenschaftlichen Vereins in Hamburg, Vol. 16 (1): 4.
- Kraepelin, K. 1901. Palpigradi und Solifugae. Heft 12, Pp. xi + 1–159 in Das Tierreich. Eine Zusammenstellung und Kennzeichnung der rezenten Tierformen.
- Kraepelin, K. 1903. Scorpione und Solifugen Nordost-Afrikas, gesammelt 1900 und 1901 von Carlo Freihern von Erlanger und Oscar Neumann. Zoologische Jahrbücher. Abteilung für Systematik, Geographie und Biologie der Tiere, 18: 557–578.
- Kraepelin, K. 1908a. Die sekundaren Geschlechtscharaktere der Skorpione, Pedipalpen und Solifugen. Jahrbuch der Hamburgischen Wissenschaftlichen Anstalten, 25: 181–225.[1]

## Abreviatura (zoología)
La abreviatura Kraepelin  se emplea para indicar a Karl Kraepelin como autoridad en la descripción y taxonomía en zoología.

- La abreviatura «Kraep.» se emplea para indicar a Karl Kraepelin como autoridad en la descripción y clasificación científica de los vegetales.[2]